# 吴清
吴清（1965年4月—），男，安徽蒙城人，中华人民共和国政治人物，中国共产党党员。研究生学历，经济学博士。曾任上海市人民政府常务副市长、党组副书记，中共上海市委副书记、政法委书记，现任中国证券监督管理委员会党委书记、主席。中共第二十届中央候补委员。

## 生平
1983年進入上海财经大学财政学专业学习。1989年1月參加工作。後任国家计划委员会综合司干部、副主任科员、主任科员，国务院证券委员会办公室干部，中国证券监督管理委员会机构部副处长、综合处处长、副主任，机构监管部副主任、主任，2005年起任证券公司风险处置办公室主任，任內处置了31家违规证券公司，被证券界称为“券商屠夫”。2009年3月轉任基金监管部主任。
2010年11月，经央地交流空降上海，任中共上海市虹口区委副书记，区人民政府副区长、代理区长，隔年1月正式当选为区长。2013年7月，任中共上海市虹口区委书记。
2016年5月，升任上海证券交易所理事长、党委书记（副部长级）。
2018年1月，任上海市人民政府副市长。2019年9月，任中共上海市委常委，同时兼任上海推进科技创新中心建设办公室主任、上海市张江高新技术产业开发区管委会主任。2021年12月，兼任上海市人民政府常务副市长。2023年7月21日，任中共上海市委副书记，同年8月兼任中共上海市委政法委书记。
2024年2月7日，接替易会满担任中国证券监督管理委员会党委书记、主席。